# Horia Macellariu
Horia Macellariu (Craiova,28 de abril de 1894 — Bucareste, 11 de julho de 1989) foi um contra-almirante romeno, comandante das marinha de seu país na segunda guerra mundial.

## Honrarias
- Cruz de Ferro de 2ª e 1ª classe
- Cruz de cavaleiro da cruz de ferro (21 de maio de 1942)